# 佐良卡
50°52′21″N 28°5′7″E / 50.87250°N 28.08528°E
佐良卡（烏克蘭語：Зорянка），是烏克蘭北部的村莊，隸屬日托米爾州的茲維亞赫爾區。該村面積0.05平方公里，海拔高度201米，2001年人口50，人口密度每平方公里1,041.67人。